# Marie-Théodor Ratisbonne

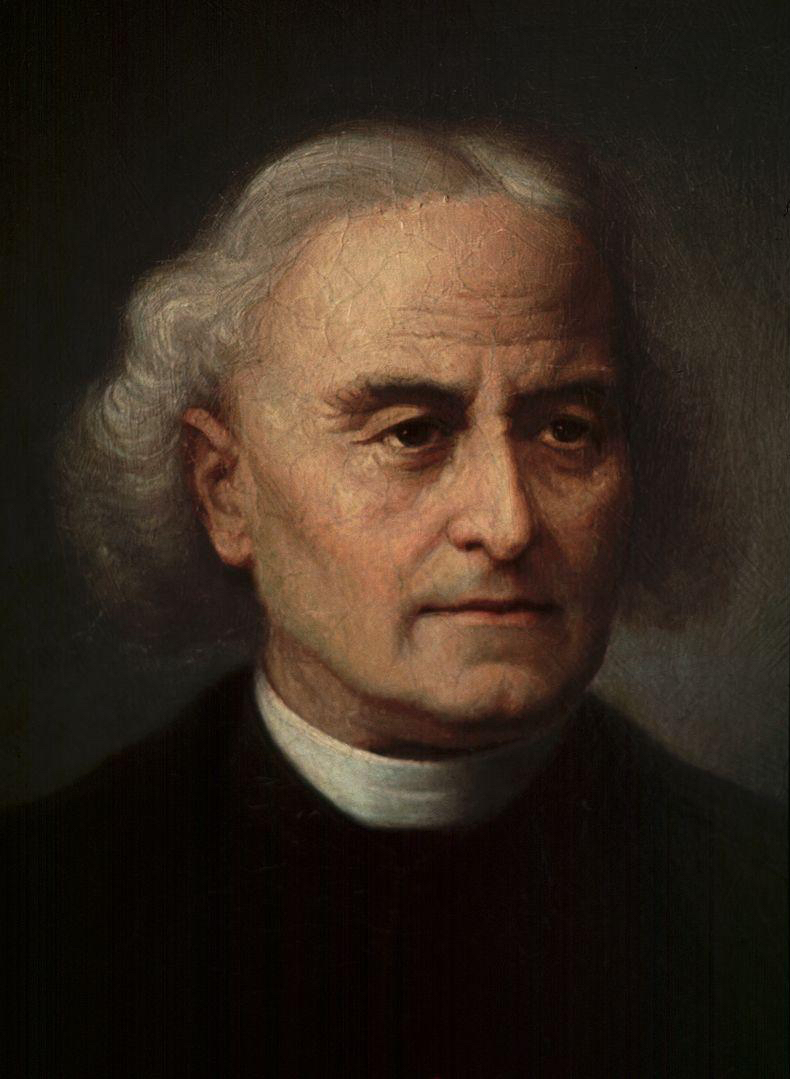
Retrato de Marie-Théodor Ratisbonne, NDS

Marie-Théodor Ratisbonne, NDS, (28 de dezembro de 1802 - 10 de janeiro de 1884) foi um judeu francês convertido à Igreja Católica, que se tornou sacerdote e missionário e mais tarde fundou a Congregação de Nossa Senhora de Sion. Ele era o irmão de Marie-Alphonse Ratisbonne, que se juntou a ele neste esforço.

## Vida

### Vida
Théodor Ratisbonne foi um dos 13 filhos nascidos em Estrasburgo, Alsácia, França, filho de Auguste Ratisbonne e sua esposa, Adelaide Cerfbeer, que eram membros de uma famosa família de banqueiros judeus. Seu pai também serviu como presidente do Conselho Provincial da Alsácia.

### Conversão
Aos 22 anos, Ratisbonne conheceu uma católica local, Louise Humann, que era catequista e ativa em obras de caridade. Após a conversão de seus amigos, Emile Dreyfus, Alfred Mayer e Samson Liebermann ao Cristianismo, Théodor passou dois anos sob sua orientação estudando as Escrituras, tanto as Escrituras Hebraicas quanto o Novo Testamento, o que o levou a abraçar o Cristianismo. Ele foi batizado em 1826, quando acrescentou o nome de Marie (Maria) ao seu nome, e foi ordenado sacerdote em 1830.
Este passo de Théodor fez com que sua família o rejeitasse.
Ao abraçar o cristianismo, Théodor Ratisbonne se juntou a uma onda de conversões que ocorriam na comunidade judaica francesa. Até sua conversão, ele foi ativo na Societe d'Encouragement au Travail en Faveur des Israelites du Bas-Rhin (Sociedade para o Avanço dos Israelitas do Baixo Reno). Mais tarde, ele sentiu que esse envolvimento nos assuntos comunitários judaicos foi um passo preparatório para seu batismo.

### Ministério
Théodor Ratisbonne publicou uma biografia de São Bernardo de Claraval em 1841. Durante uma visita a Roma no ano seguinte, esta obra atraiu a admiração do Papa Gregório XVI, pela qual o Papa o nomeou Cavaleiro da Ordem de São Silvestre em reconhecimento pela sua contribuição para a fé católica. Ratisbonne ainda estava muito consciente de suas raízes judaicas e de como sua herança era a base de sua fé como católico. Ele queria trabalhar para ajudar outros judeus que adotassem o cristianismo. Após sua repentina conversão, Alphonse propôs a seu irmão a fundação de escolas para fornecer uma educação cristã às crianças judias. O Papa deu sua bênção e autorização para esta missão.
O primeiro passo concreto foi realizado com a fundação das Irmãs de Nossa Senhora de Sion em 1847, sendo as primeiras integrantes duas irmãs judias que se converteram ao catolicismo e se comprometeram com a educação das crianças judias em um ambiente cristão. Pouco depois da ordenação de Alphonse em 1850 como padre jesuíta, ele deixou sua Ordem para se juntar ao irmão em sua visão compartilhada. Em 1852, Theodore e Alphonse lideraram a pequena comunidade de homens que se reuniram para participar do trabalho para formar uma nova congregação, o ramo masculino da Congregação de Nossa Senhora de Sion.
Os irmãos Ratisbonne obtiveram permissão para trabalhar como missionários em Jerusalém. Ali Alphonse foi fundar um convento para as Irmãs cumprirem sua missão no coração da pátria judaica. As irmãs chegaram a Jerusalém em 1856, enquanto ele procurava comprar a arruinada Igreja de Ecce Homo para servir de lar. As irmãs então devotaram suas vidas a apressar o "cumprimento das promessas concernentes aos judeus e aos gentios", evitando todo o proselitismo através da educação das meninas, independentemente do credo. A diretriz de Ratisbonne era: "Permaneça firme em sua própria fé, sem tentar impô-la aos outros." 
A estima que Ratisbonne recebeu do Papa Gregório foi compartilhada por seus sucessores. Ele foi homenageado repetidamente pelo Papa Pio IX e foi nomeado Protonotário Apostólico pelo Papa Leão XIII.

### Morte
Em seu leito de morte, Ratisbonne recebeu os Últimos Sacramentos do Arcebispo de Paris, Joseph Hippolyte Guibert, e uma bênção final do Papa Leão XIII. Ele morreu em Paris em 10 de janeiro de 1884.
Ratisbonne foi o autor de, entre outras obras:
- An Essay on Moral Education (1828)
- A Life of Saint Bernard (1841)
- Meditations of Saint Bernard on the Present and Future (1853)
- A Manual for Christian Mothers (1860)
- The Jewish Question (1868)[6]
- A new Manual for Christian Mothers (1870)
- The Pope (1870)
- Gospel Tidbits (1872)
- A Response to Questions from an Israelite of our Time (1878)
- Mes souvenirs, Sources de Sion, Presses monastiques, rééd (1966)